# Sideville
 Sideville  es una población y comuna francesa, situada en la región de Baja Normandía, departamento de Mancha, en el distrito de Cherbourg-Octeville y cantón de Équeurdreville-Hainneville.

## Demografía
| 287 | 276 | 277 | 343 | 477 | 488 |
| Para los censos de 1962 a 1999 la población legal corresponde a la población sin duplicidades (Fuente: INSEE [Consultar]) |     |     |     |     |     |